# Jiří Háva
Jiří Háva (* 18. Dezember 1944 in Třešť) ist ein ehemaliger tschechoslowakischer Radrennfahrer und nationaler Meister im Radsport.

## Sportliche Laufbahn
Háva war ein erfolgreicher Etappenfahrer. Mit 20 Jahren gewann Háva 1964 die heimische Lidice-Rundfahrt und bestritt nach der Slowakei-Rundfahrt (bei der er Dritter des Gesamtklassements wurde) auch die Tour de l’Avenir 1964. In der ČSSR-Rundfahrt kam er auf den 3. Platz. Ein Jahr später gewann er die Rundfahrt durch die Slowakei (wie auch später 1971) und siegte auch mit zwei Etappenerfolgen bei der Bulgarien-Rundfahrt 1965. Er bestritt 1965 erstmals die Internationale Friedensfahrt, die er insgesamt viermal absolvierte. Sein bestes Ergebnis dabei war der vierte Platz 1970. Die tschechische Meisterschaft im Straßenrennen gewann Háva 1966. Bei den UCI-Straßen-Weltmeisterschaften 1966 auf dem Nürburgring belegte er im Straßenrennen der Amateure den 18. Platz.
1967 konnte er Zweiter der Slowakei-Rundfahrt werden und beendete die Tour de l’Avenir auf dem 15. Platz. Erneut gewann er eine Etappe in Bulgarien. Die gesamte Saison 1969 konnte er durch einen schweren Sturz und dessen Folgen nicht bestreiten. Am Ende der Saison 1971 gewann eines der längsten in Europa ausgetragenen Amateurrennen Prag–Karlovy Vary–Prag. Zuvor gewann eine Etappe der Tour de l’Avenir, wurde Dritter der Rundfahrt in Frankreich und musste bei der DDR-Rundfahrt 1971 ausscheiden. 1972 wurde er für die Olympischen Sommerspiele in München nominiert. Dort startete er im Einzelrennen und wurde als 41. klassiert. Im Frühjahr war er Zweiter der Algerien-Rundfahrt geworden. Im folgenden Jahr erreichte er mit dem 10. Platz sein bestes Ergebnis im britischen Milk-Race, das er zuvor bereits mehrfach bestritten hatte. Bei den Meisterschaftsrennen im Mannschaftszeitfahren, die sein Verein mehrfach gewann, wurde Háva durch seine geringe Körpergröße von 166 Zentimetern nie eingesetzt. Nach seiner leistungssportlichen Laufbahn blieb er als Seniorenfahrer aktiv.